# Xylocopa nigripes
Xylocopa nigripes är en biart som beskrevs av Heinrich Friese 1915. Xylocopa nigripes ingår i släktet snickarbin, och familjen långtungebin. Inga underarter finns listade i Catalogue of Life.